# Беаск-Лапист
Беа́ск-Лапи́ст (фр. Béhasque-Lapiste) — коммуна во Франции, находится в регионе Новая Аквитания. Департамент — Атлантические Пиренеи. Входит в состав кантона Пеи-де-Бидаш, Амикюз и Остибар. Округ коммуны — Байонна.
Код INSEE коммуны — 64106.

## География

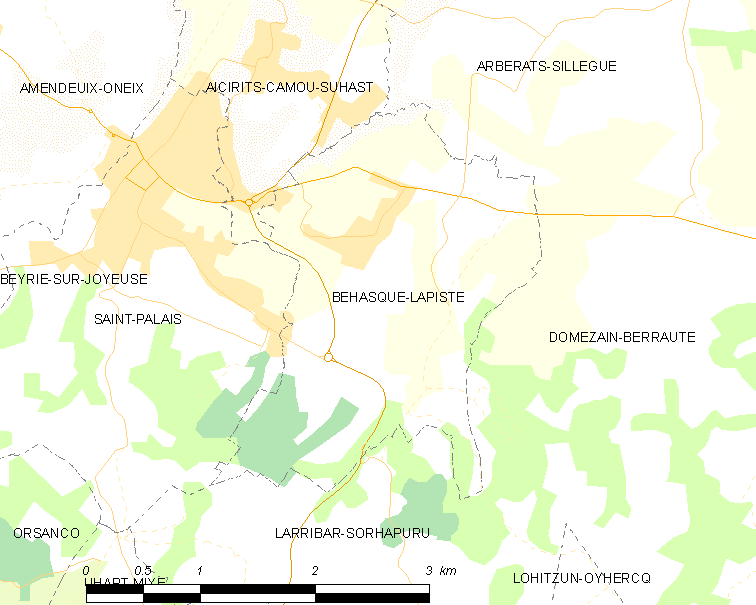
Карта коммуны

Коммуна расположена приблизительно в 670 км к юго-западу от Парижа, в 175 км южнее Бордо, в 55 км к западу от По.
По территории коммуны протекает река Бидуз.

### Климат
Климат тёплый океанический. Зима мягкая, средняя температура января — от +5°С до +13°С, температуры ниже −10 °C бывают редко. Снег выпадает около 15 дней в году с ноября по апрель. Максимальная температура летом порядка 20-30 °C, выше 35 °C бывает очень редко. Количество осадков высокое, порядка 1100 мм в год. Характерна безветренная погода, сильные ветры очень редки.

## Население
Население коммуны на 2010 год составляло 434 человека.
| 1962 | 1968 | 1975 | 1982 | 1990 | 1999 | 2010 |
| ---- | ---- | ---- | ---- | ---- | ---- | ---- |
| 243  | 402  | 485  | 436  | 386  | 416  | 434  |

## Администрация
| Период | Период | Фамилия        | Партия | Примечания |
| ------ | ------ | -------------- | ------ | ---------- |
| 1995   | 2014   | Марсель Арно   |        |            |
| 2014   | 2020   | Габриэль Белло |        |            |

## Экономика
В 2010 году среди 256 человек трудоспособного возраста (15-64 лет) 185 были экономически активными, 71 — неактивными (показатель активности — 72,3 %, в 1999 году было 69,7 %). Из 185 активных жителей работали 179 человек (90 мужчин и 89 женщин), безработных было 6 (4 мужчины и 2 женщины). Среди 71 неактивных 21 человек были учениками или студентами, 40 — пенсионерами, 10 были неактивными по другим причинам.

## Достопримечательности
- Церковь Св. Петра (XIX век)[4]
- Протоисторическая стоянка Сардас. Исторический памятник с 1981 года[5]
- Брод через реку Бидуз, состоит из ряда крупных плоских камней. Исторический памятник с 1986 года[6]

## Фотогалерея

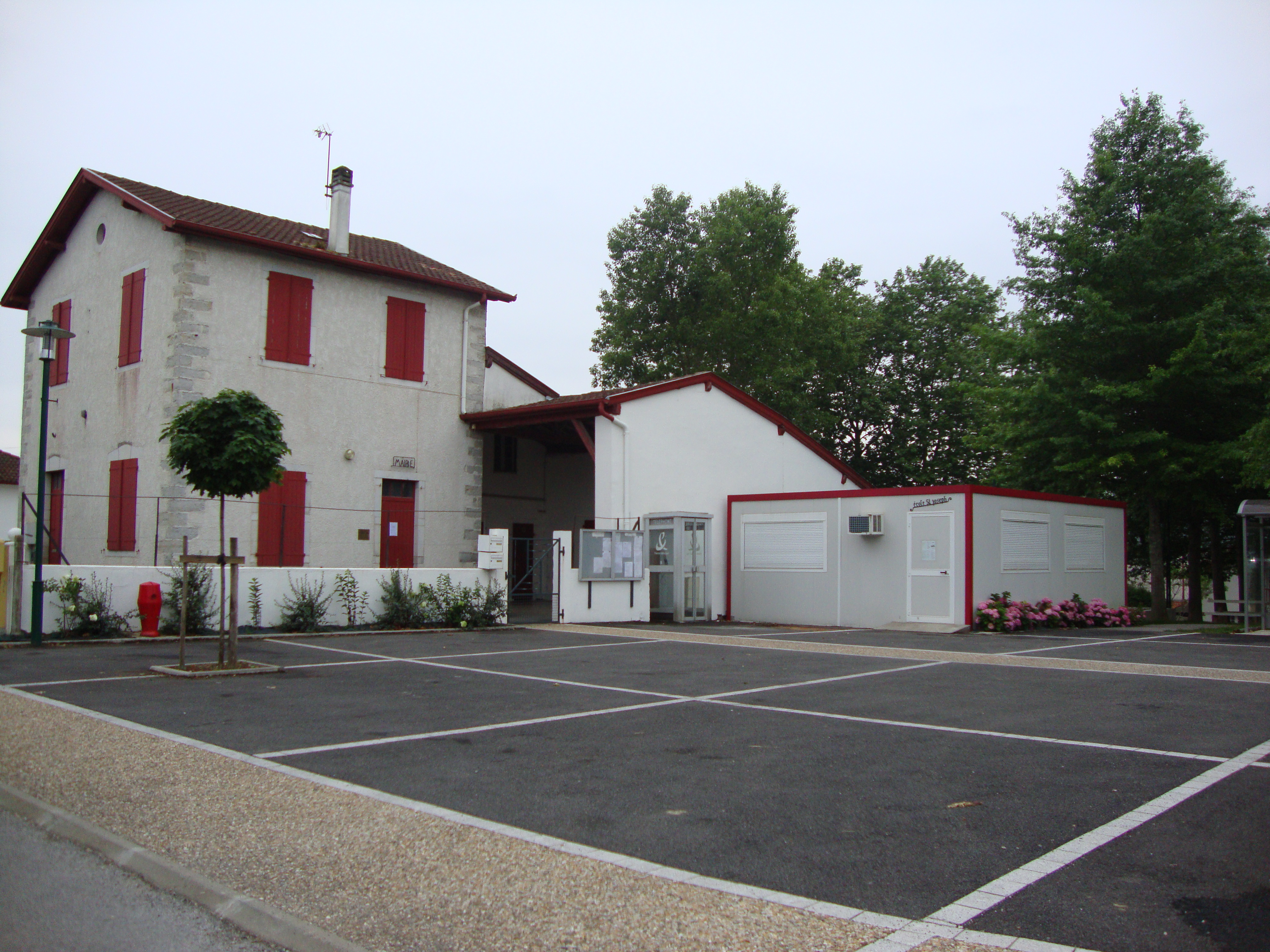
Мэрия
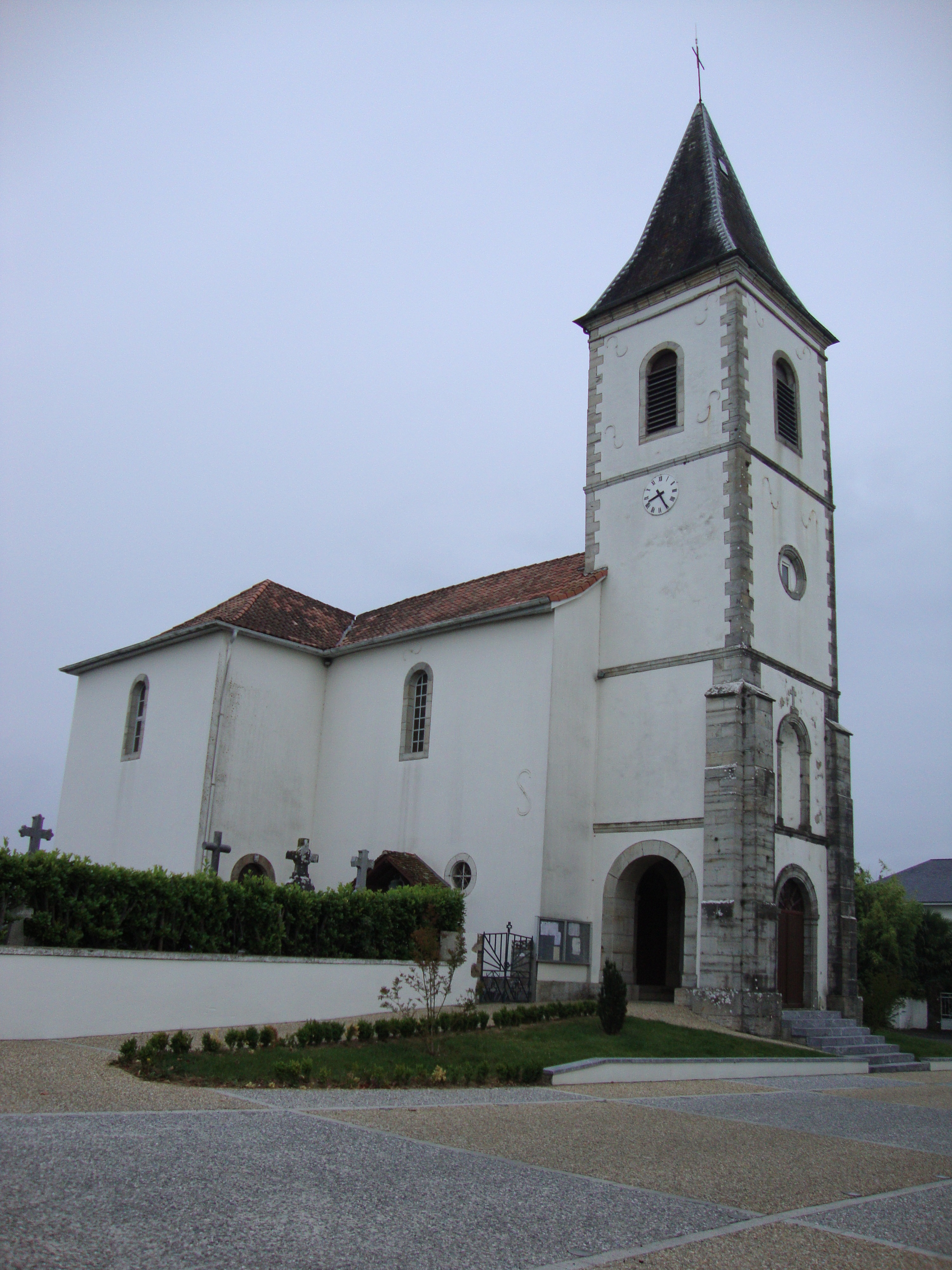
Церковь Св. Петра
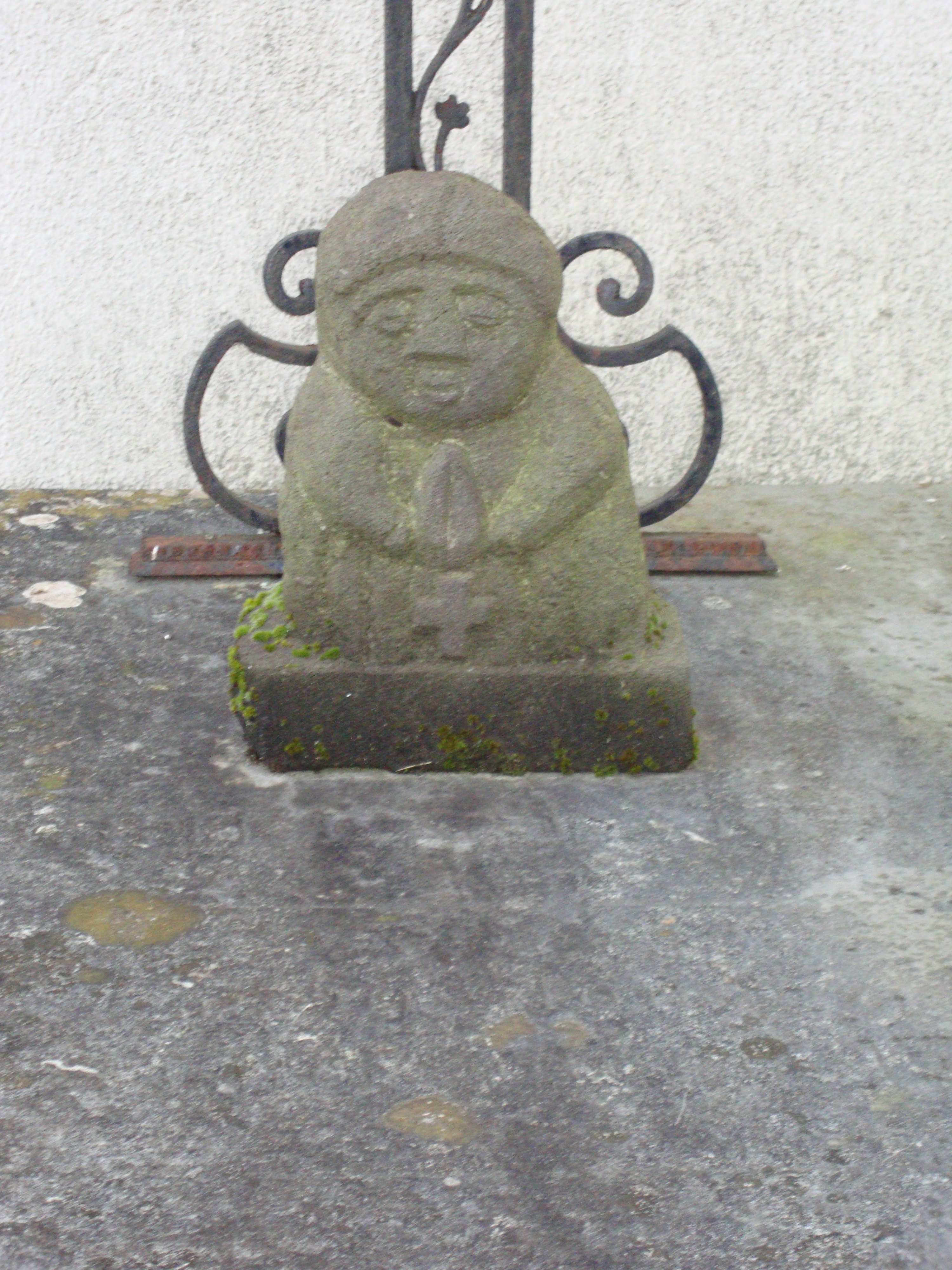
Небольшая статуя
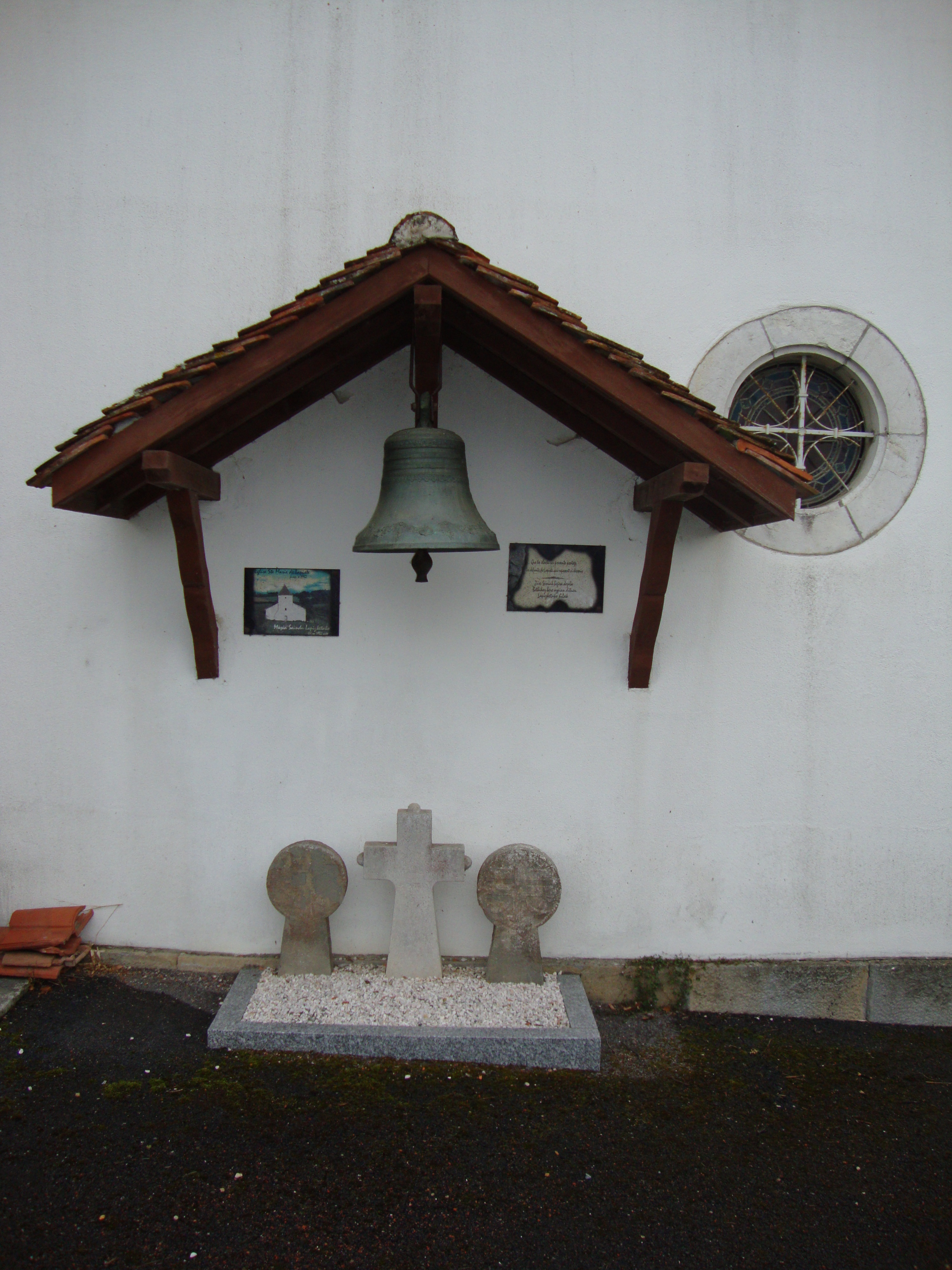
Баскские стелы
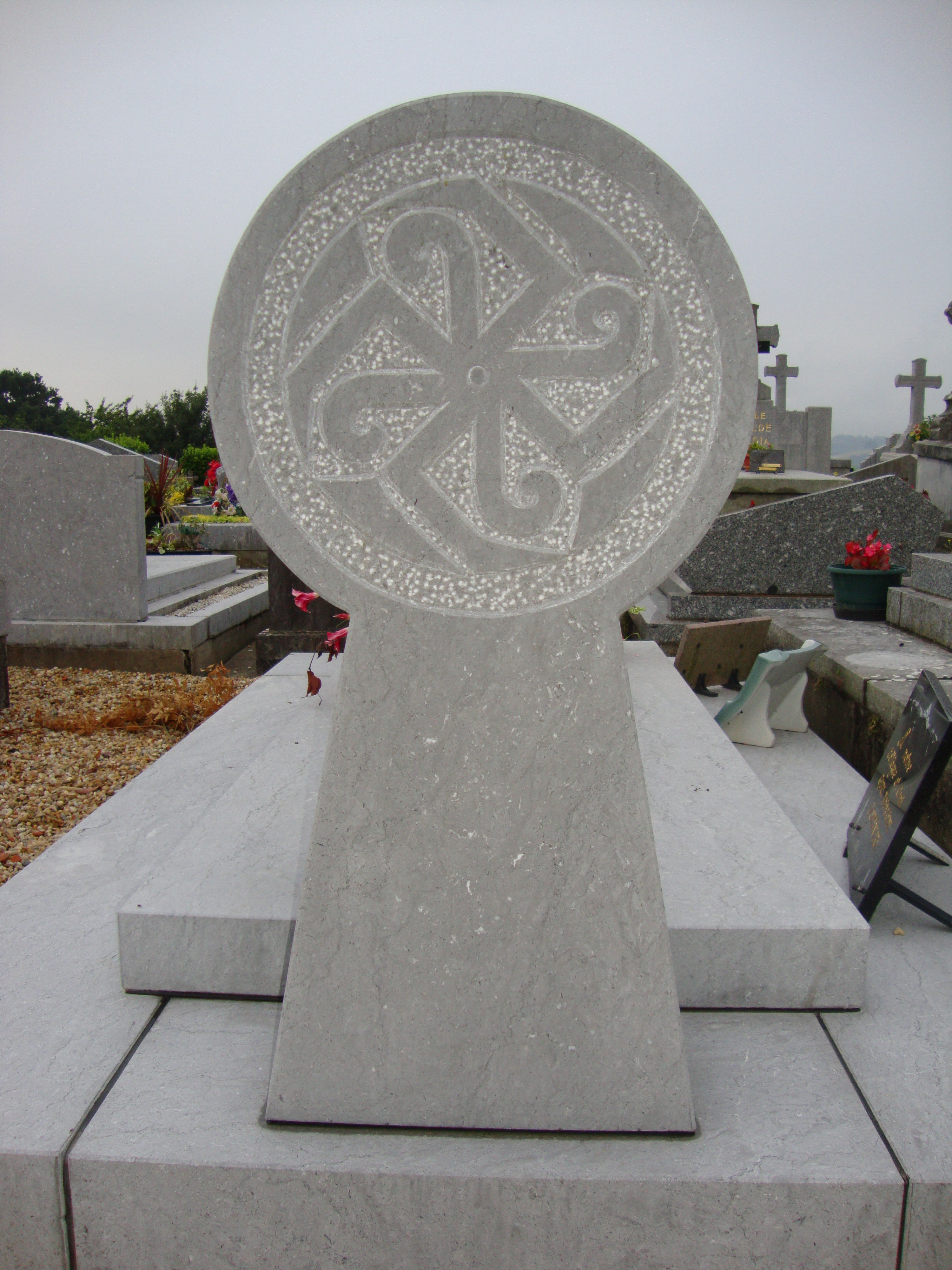
Баскская дискообразная стела